# علي بولاج
علي بولاج (1951 -) هو كاتب وصحفي تركي. 

## حياته ونشأته
من مواليد عام 1951م بمدينة ماردين المتاخمة لسوريا ذات الكثافة السكانية العربية. تخرّج بولاج في المعهد الأعلى للدراسات الإسلامية في إسطنبول سنة 1975، ثم أنهى قسم علم الاجتماع بجامعة إسطنبول سنة 1980، 

## مسيرته
بعد أن أسس مجلّة الفكر سنة 1976، ثم دار الفكر للنشر سنة 1984، ثم دار الإنسان للنشر.
حاز علي بولاج على جائزة أفضل مفكّر التي أسندها له اتحاد الكتاب الأتراك عام 1988، وكان له دور في تأسيس صحيفة الزمان التركية التي ما زال يكتب فيها إلى الآن في الوقت الذي يقوم فيه بتقديم برامج تلفزية في عدد من القنوات الفضائية التركية.
يدافع الكاتب علي بولاج في جل كتاباته عن فكرة أن قيم العالم الحديث تتلاءم مع تعاليم الإسلام، مبدياً في ذلك وثيقة المدينة دليلاً على فكرته هذه التي يشدّد فيها على قدرة المسلم على التعايش مع غير المسلم دون تصادم أو صراع.
ويرفض المفكّر التركي علي بولاج تصنيف الحركات الإسلامية إلى يمين ويسار، مدافعاً في ذلك على قدسية الإسلام.

## مؤلفاته[4]
للكاتب عدّة تكتب بالتركية من أهمها:
- القضايا الفكرية في العالم الإسلامي
- التحولات الاجتماعية في العالم الإسلامي
- بحث الإنسان عن الحرية
- الدين والحداثة
- الإسلام والتطرف
- الدولة والوطنية الحديثة
- الحداثة
- الرجعية والمدنية
- عودة للحياة والتاريخ والمقدس
- تركيا والاتحاد الأوروبي
- التاريخ والمجتمع والعادات
- علاقات الدين بالوحي والفلسفة بالعقل